# Skytteanische Professur
Die Skytteanische Professur für Politik und Rhetorik (schwedisch Skytteanska professuren i statskunskap och vältalighet) ist eine altehrwürdige Professur für Politikwissenschaft in Schweden.

## Stiftung
Die Professur wurde 1622 durch den Freiherrn und Reichsrat Johan Skytte (1577–1645) an der Universität Uppsala eingerichtet. Sie ist wahrscheinlich die älteste Professur für Politikwissenschaft der Welt. Die Inhaber der Professur zählen in der Geschichte Schwedens zu den angesehensten Politikwissenschaftlern des Landes.
Für die Kosten der Professur stiftete Skytte ihm gehörende Grundstücke, unter anderem ein herrschaftliches Haus im Zentrum Uppsalas, das sogenannte Skytteanum. Es dient bis heute als Professorenwohnung.

## Besetzung
Die endgültige Entscheidung zur Besetzung der Professur wird durch die Nachfahren Johan Skyttes getroffen. Heute wird sie de facto durch ein Konsistorium ausgeübt. Nach einem Erlass König Gustav II. Adolf erhält der Inhaber der Professur völlige Gleichstellung mit allen anderen Professoren.

## Skytteanischer Preis
Daneben verleiht ein Preiskomitee der Universität Uppsala seit 1995 jährlich am 30. November den mit 500.000 Schwedischen Kronen dotierten Johan-Skytte-Preis (schwedisch: Skytteanska priset). Er ist eine der angesehensten Auszeichnungen im Fach Politikwissenschaft weltweit. Vorsitzender des Preiskomitees ist ex officio der Inhaber der Skytteanischen Professur.

## Inhaber der Skytteanischen Professur
1. 1624–1627 – Johannes Simonius
2. 1628–1630 (geschäftsführend), 1630–1642 – Johannes Loccenius
3. 1642–1647 – Johannes Freinsheim
4. 1647–1679 – Johannes Scheffer
5. 1682–1697 – Elias Obrecht
6. 1698–1716 – Johan Upmarck Rosenadler
7. 1717–1738 – Johan Hermansson
8. 1738–1780 – Johan Ihre
9. 1781–1787 – Jakob Axelsson Lindblom
10. 1787–1803 – Jacob Fredrik Neikter
11. 1805–1838 – Olof Kolmodin
12. 1839–1841 – Carl Thomas Järta
13. 1843–1861 – Olof Wingqvist
14. 1862–1882 – Wilhelm Erik Svedelius
15. 1882–1900 – Oscar Alin
16. 1901–1916 – Simon Boëthius
17. 1916–1922 – Rudolf Kjellén
  - 1922–1923 (geschäftsführend) – Georg Andrén
18. 1923–1947 – Axel Brusewitz
19. 1947–1972 – Carl-Arvid Hessler
20. 1972–2008 – Leif Lewin
21. seit 2008 – Li Bennich-Björkman